# Öppet vatten-simning vid världsmästerskapen i simsport 2023 – Damernas 5 km
Damernas 5 km i öppet vatten-simning vid världsmästerskapen i simsport 2023 avgjordes den 18 juli 2023 vid Seaside Momochi Beach Park i Fukuoka i Japan.
Tyska Leonie Beck tog guld, nederländska Sharon van Rouwendaal tog silver och brasilianska Ana Marcela Cunha tog brons.

## Resultat
Tävlingen startade klockan 08:00.
| Placering | Simmare                  | Nationalitet   | Tid                 |
| --------- | ------------------------ | -------------- | ------------------- |
| 1         | Leonie Beck              | Tyskland       | 59.31,7             |
| 2         | Sharon van Rouwendaal    | Nederländerna  | 59.32,7             |
| 3         | Ana Marcela Cunha        | Brasilien      | 59.33,9             |
| 4         | Angélica André           | Portugal       | 59.35,6             |
| 5         | Barbara Pozzobon         | Italien        | 59.35,8             |
| 6         | Viviane Jungblut         | Brasilien      | 59.38,2             |
| 7         | Aurélie Muller           | Frankrike      | 59.40,1             |
| 8         | Bettina Fábián           | Ungern         | 59.44,2             |
| 9         | Mafalda Rosa             | Portugal       | 59.44,6             |
| 10        | Moesha Johnson           | Australien     | 59.46,3             |
| 11        | Anastasija Kirpitjnikova | Frankrike      | 59.46,4             |
| 12        | Ángela Martínez          | Spanien        | 59.50,3             |
| 13        | Jeannette Spiwoks        | Tyskland       | 1:00.05,1           |
| 14        | Ichika Kajimoto          | Japan          | 1:00.56,4           |
| 15        | María Bramont-Arias      | Peru           | 1:01.09,4           |
| 16        | Anna Olasz               | Ungern         | 1:01.09,4           |
| 17        | Eva Fabian               | Israel         | 1:01.11,4           |
| 18        | Mariah Denigan           | USA            | 1:01.18,3           |
| 19        | Wang Kexin               | Kina           | 1:01.19,6           |
| 20        | Bianca Crisp             | Australien     | 1:01.19,8           |
| 21        | Rachele Bruni            | Italien        | 1:01.24,2           |
| 22        | Candela Sánchez          | Spanien        | 1:01.25,3           |
| 23        | Špela Perše              | Slovenien      | 1:01.25,6           |
| 24        | Amica de Jager           | Sydafrika      | 1:01.28,9           |
| 25        | Chantal Liew             | Singapore      | 1:01.29,3           |
| 26        | Lenka Štěrbová           | Tjeckien       | 1:01.46,7           |
| 27        | Nefeli Giannopoulou      | Grekland       | 1:01.48,6           |
| 28        | Nip Tsz Yin              | Hongkong       | 1:02.15,7           |
| 29        | Candela Giordanino       | Argentina      | 1:02.24,7           |
| 30        | Diana Taszhanova         | Kazakstan      | 1:02.25,9           |
| 31        | Teng Yu-wen              | Taiwan         | 1:02.26,5           |
| 32        | Martha Sandoval          | Mexiko         | 1:02.26,6           |
| 33        | Bailey O'Regan           | Kanada         | 1:02.27,0           |
| 34        | Lamees El-Sokkary        | Egypten        | 1:02.28,1           |
| 35        | Miku Kojima              | Japan          | 1:02.28,8           |
| 36        | Ma Xiaoming              | Kina           | 1:02.29,0           |
| 37        | Alena Benešová           | Tjeckien       | 1:02.29,4           |
| 38        | Lee Jeong-min            | Sydkorea       | 1:02.30,1           |
| 39        | Lee Hae-rim              | Sydkorea       | 1:02.33,9           |
| 40        | Nikita Lam               | Hongkong       | 1:02.34,7           |
| 41        | Amber Keegan             | Storbritannien | 1:02.35,5           |
| 42        | Kate Beavon              | Sydafrika      | 1:02.46,5           |
| 43        | Klara Bošnjak            | Kroatien       | 1:03.12,3           |
| 44        | Alejandra Hoyos          | Mexiko         | 1:05.55,5           |
| 45        | Mariya Fedotova          | Kazakstan      | 1:05.57,4           |
| 46        | Nadine Karim             | Egypten        | 1:05.59,2           |
| 47        | Britta Schwengle         | Aruba          | 1:06.49,5           |
| 48        | Orian Gablan             | Israel         | 1:06.57,1           |
| 49        | Alondra Quiles           | Puerto Rico    | 1:07.14,4           |
| 50        | Anastasiya Zelinskaya    | Uzbekistan     | 1:07.15,9           |
| 51        | Malak Meqdar             | Marocko        | 1:07.16,2           |
| 52        | Mariela Guadamuro        | Puerto Rico    | 1:10.32,8           |
| 53        | María Porres             | Guatemala      | 1:11.37,8           |
| 54        | Bangalore Mahesh Rithika | Indien         | 1:12.23,2           |
| 55        | Sofie Frichot            | Seychellerna   | 1:13.46,0           |
| 56        | Kisha Jiménez            | Costa Rica     | Utanför tidsgränsen |
| 56        | Rafaela Santo            | Angola         | Utanför tidsgränsen |
| 56        | Swagiah Mubiru           | Uganda         | Utanför tidsgränsen |
| 59        | Fátima Portillo          | El Salvador    | 0DNS0               |
| 59        | Sabrina Condori          | Bolivia        | 0DNS0               |
| 61        | Parizoda Iskandarova     | Uzbekistan     | 0DSQ0               |